# Gola (popolo)
I Gola sono un gruppo etnico dell'Africa occidentale, che vive prevalentemente nella Liberia nordoccidentale e nella Sierra Leone orientale. Parlano la lingua gola, che rappresenta un ramo isolato della famiglia delle lingue niger-kordofaniane.

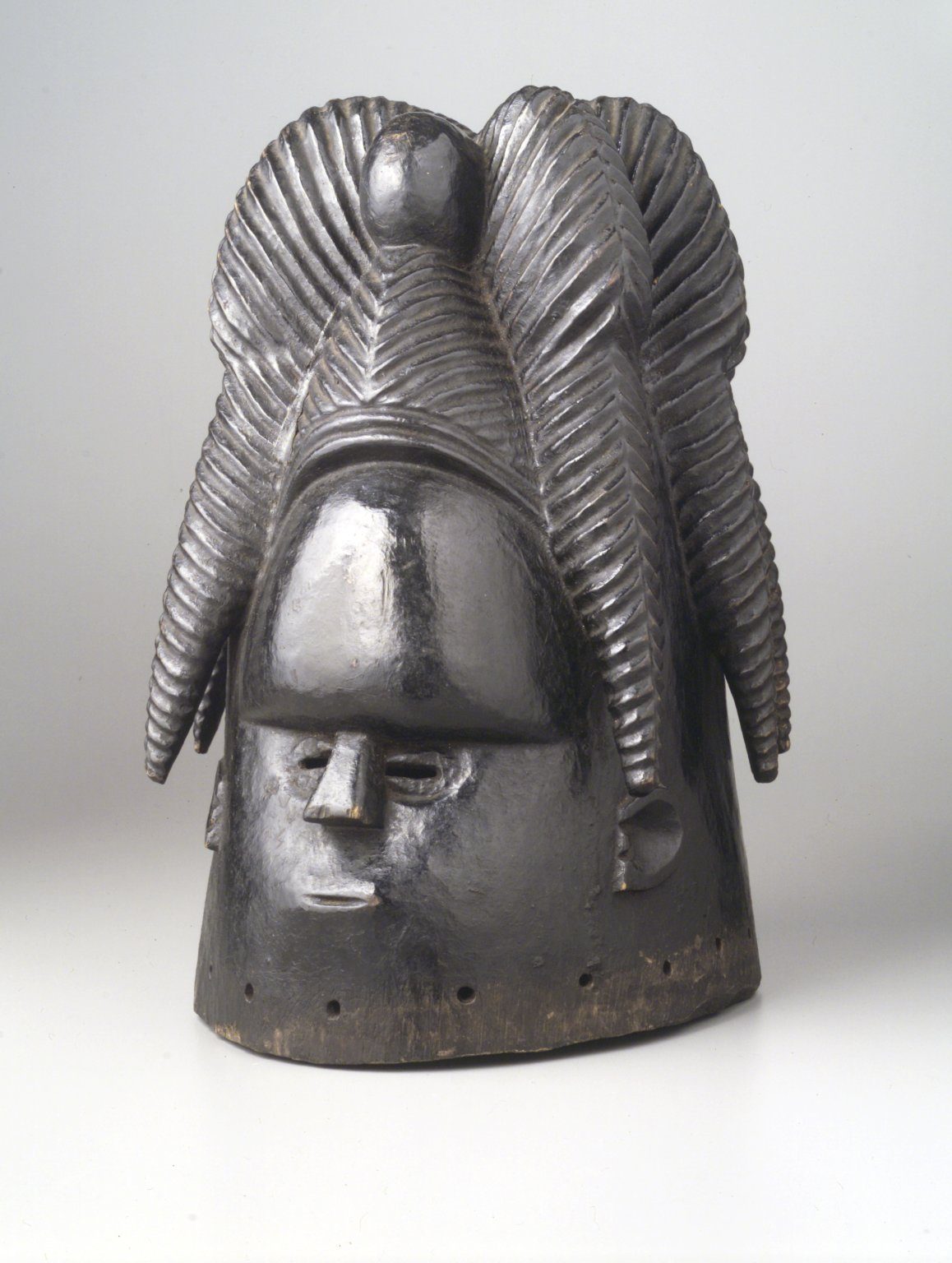
Maschera zogbe della società Sande, Brooklyn Museum, New York.

Secondo le loro tradizioni orali, la società gola era originariamente matriarcale, e le donne  svolgevano la funzione regale per mandato divino. Sembra che la stessa società Sande, un'importante società segreta femminile diffusa in tutto il quadrante sudoccidentale dell'Africa occidentale, abbia avuto origine tra i Gola.
Oggi la maggior parte dei Gola è di religione islamica, religione che adottarono attraverso l'influenza dei mercanti mandingo a partire dal XVI secolo.
L'etnonimo "Gola" è una possibile origine del nome "Gullah", un popolo di origine africana che vive negli Stati Uniti d'America.